# Paluda connectens
Paluda connectens är en insektsart som beskrevs av Alexander Fyodorovich Emeljanov 1964. Paluda connectens ingår i släktet Paluda och familjen dvärgstritar. Inga underarter finns listade i Catalogue of Life.